# Qatar ExxonMobil Open 1994
Il torneo Qatar Open '94 è stato un torneo ATP svoltosi a Doha, Qatar svoltosi dal 3 gennaio al 10 gennaio 1994.
Stefan Edberg vinse il 1º titolo dell'anno e il 39° in carriera.

## Vincitori

### Singolare maschile
Stefan Edberg ha battuto in finale  Paul Haarhuis con il punteggio di 6–3, 6–2

### Doppio maschile
Olivier Delaître /  Stéphane Simian hanno battuto in finale  Shelby Cannon /  Byron Talbot con il punteggio di 6–3, 6–3